# Riku Matsuda (futbolista nacido en 1991)
Riku Matsuda (松田 陸 Matsuda Riku?,  Osaka, Osaka, 24 de julio de 1991) es un futbolista japonés. Juega de defensa o centrocampista y su equipo es el Vissel Kobe de la J1 League de Japón.

## Carrera
Proviene de orígenes indonesios y su hermano gemelo es Riki Matsuda, delantero de Nagoya Grampus. Durante su tiempo en la escuela secundaria, pasó de ser delantero a cumplir funciones como defensor.
Después de cuatro años asistiendo al Colegio de Deportes Biwako Seikei y siendo el segundo capitán, Matsuda firmó para FC Tokyo en 2014. En 2013, fue registrado por el club como Jugador Designado Especial.
Decidió dejar el club de la capital japonesa después de finalizar la temporada 2015. En enero de 2016, Matsuda firmó con el Cerezo Osaka, equipo de su ciudad natal. Durante la temporada 2023 fue cedido al Ventforet Kofu.
En enero de 2024, Gamba Osaka anunció la incorporación completa de Matsuda.

## Trayectoria

### Clubes
| Club                    | País  | Año       |
| ----------------------- | ----- | --------- |
| F. C. Tokyo             | Japón | 2014-2015 |
| Cerezo Osaka            | Japón | 2016-2023 |
| Ventforet Kofu (cedido) | Japón | 2023      |
| Gamba Osaka             | Japón | 2024      |
| Vissel Kobe             | Japón | 2025-     |

## Palmarés

### Títulos nacionales
| Título             | Club         | País  | Año  |
| ------------------ | ------------ | ----- | ---- |
| Copa J. League     | Cerezo Osaka | Japón | 2017 |
| Copa del Emperador | Cerezo Osaka | Japón | 2017 |
| Supercopa de Japón | Cerezo Osaka | Japón | 2018 |